# Партатуа (цар скіфів)
Партатуа (Бартатуа, Прототій)(асир. Par/Bar-ta-tū-a, грец. Προτοθύες)(674/ 673 — ?) — скіфський династ, наступник Ішпакая, якого в асирійських джерелах названо «цар країни скіфів».
Згадується у зверненні асирійського царя Асархаддона до оракула бога Шамаша, яке датується близько 671 р. до н. е. На думку деяких вчених побрався з донькою названого царя Асирії. Вийшов з антиасирійської коаліції, до складу якої окрім скіфів входили кимерійці, царство Мана, мідійські царі, що дало змогу Асирії закінчити війну на більш-менш прийнятних для неї умовах. Згаданий Геродотом, як Прототій (грец. Προτοθύες), батько Мадія (Історія, І, 103).
Етимологія імені:
асир. Par/Bar-ta-tū-a < праір. < *paršta- + *taṷa-(a)h — укр. у битві могутній.

## Партатуа у джерелах
- Запит до бога Шамаша царя Асархаддона (SAA Online. SAA 04 020 [Архівовано 6 січня 2011 у Wayback Machine.])

Шамаше, великий господи, дай мені правдиву відповідь на запитання моє. Бартатуа, цар країни скіфів, який зараз послав своїх послів до Асархаддона, царя асирійського, щодо шлюбу з царською дочкою, якщо Асархаддон, цар, дає йому царську дочку заміж, буде Бартатуа, цар скіфів, говорити сумлінні, правдиві і чесні слова про мир? Чи буде він додержуватись угоди? Чи буде він робити що визначено Асархаддоном, царем Асирії? Великий боже, ти знаєш це. Чи витребувані та затверджені його слова відповідно до вимог та висловів твого великого божества, о Шамаше, великий господи. Чи справді побачать і почують це?
- Геродот (Історія,І,103)

…Кіаксар… переміг асирійців у одній сутичці і вже обложив Нін, проти нього виступило численне військо скіфів, очолюване царем скіфів Мадієм, сином Прототія. Ці скіфи, вигнавши кимерійців із Європи, вдерлися до Азії, і коли ті повтікали, вони, переслідуючи їх, прибули таким шляхом до Мідії.
- Цікавим, але доволі суперечливим джерелом у якому згадано антропонім Партітава, є напис на блюді з Саккизького кладу. А саме:

транслітерація: 
| pa-tì-na-sa-nà tà-pá wá-s₆-na-m₅ XL was-was-ki XXX ár-s-tí-m₅ ś₃-kar-kar (HA) har-s₆-ta₅ LUGAL par-tì-ta₅-wa₅ ki-ś₃-a₄-á KUR-u-pa-ti QU-wa-a₅ i₅-pa-ś₂-a-m₂ |
транскрипція:
| patinasana tapa. vasnam: 40 vasaka 30 arzatam šikar. UTA harsta XŠAYAL. Partitava xšaya DAHYUupati xvaipašyam |
переклад: 
| «Сплачено блюдо. Разом: 40 телят 30 срібних шиклу.[5] Це дарунок царю. Партітава цар, дах'юпаті,[6] володар краю» |
«Очевидно, що цей напис — адміністративна нотатка, підготовлена в суді або в канцелярії скіфського царя Партуата асирійських текстів, Прототія грецьких джерел, господаря землі Манна в VII столітті до н. е.» — таким є висновок перекладача та автора публікації. Але виникає декілька питань:
1. використання скіфами хеттського ієрогліфічного письма;
2. наявність у тогочасних скіфів канцелярії (в оригіналі — англ. chancellery);
3. належність блюда саме до кладу Саккиза (наразі багато тогочасних артефактів не мають жодних підтверджень щодо місця знахідок).

Більш правдоподібним є переклад: укр. «… дарунок Партітаві царю (від) дах'юпаті, володаря краю.»